# Keiji Fukuda
Keiji Fukuda (jap. 福田 敬二 Fukuda Keiji; * 1955 in Tokio, Japan) ist ein US-amerikanischer Mediziner japanischer Abstammung mit dem Spezialgebiet der Influenzaforschung. Fukuda trat im März 2009 die Stelle als stellvertretender Generaldirektor für Gesundheitssicherheit und Umwelt ad interim bei der World Health Organization (WHO) an. Zum 1. September 2010 übernahm er diese Position permanent. Fukuda ist seit 2005 für die WHO tätig. Er war von 2006 bis 2008 zunächst Koordinator des globalen Influenza-Programms, danach dessen Direktor. Bevor Fukuda seine Tätigkeit bei der WHO aufnahm, arbeitete er als Leiter der epidemiologischen Abteilung, Bereich Influenza bei den US-amerikanischen Centers for Disease Control and Prevention (CDC).
2016 schied er aus der WHO aus und wurde Direktor der School of Public Health der Li Ka Shing Faculty of Medicine der University of Hong Kong. 2020 scheiterte seine Vertragsverlängerung über das Jahr 2021 hinaus am Veto des Präsidenten der Universität, Zhang Xiang. Er gehörte bis Ende November 2021 zum vierköpfigen Expertenrat zur COVID-19-Pandemie der Hongkonger Regierung an.

## Biographie
Die Eltern von Fukuda waren Mediziner. Sein Vater emigrierte aus Japan und ließ sich in Vermont nieder. Er kam im Rahmen eines Forschungsstipendium für Anästhesie in die USA und arbeitete später im Krankenhaus in Barre (Vermont).
Keiji Fukuda studierte am Oberlin College. Er schloss sein Studium mit einem BA ab. Während seines Studiums reiste er neun Monate lang als Backpacker durch Asien, den Nahen Osten und Europa. Dann folgte ein Medizinstudium an der Medizinischen Fakultät der Universität von Vermont. Dies schloss er 1983 erfolgreich ab. Seinen Facharzt für Innere Medizin erwarb Fukuda an der University of California, San Francisco. Außerdem erwarb er einen Master of Public Health mit dem Schwerpunkt Epidemiologie an der University of California, Berkeley. Nach seiner Facharztausbildung arbeitete Fukuda in Kliniken für Lepra und Tuberkulose.
Fukuda ließ sich beim CDC in Atlanta im Rahmen des Epidemiology Intelligence Service (EIS) Programms ausbilden. Nach Abschluss der zweijährigen Ausbildung arbeitete Fukuda in der Abteilung Virale Exantheme und Herpesviren. Diese Gruppe war für die Erforschung des Chronischen Fatigue-Syndroms zuständig, um eine möglicherweise existierende Verbindung zwischen der Erkrankung und der chronischen Infektion mit dem Epstein-Barr-Virus und anderen Viren zu erforschen. 
1996 wechselte Fukuda zur Influenza-Abteilung. Dort war er für die landesweite Überwachung der Influenza zuständig. Während seines Aufenthaltes in Georgia war er u. a. als clinical Assistant Professor an der Medizinischen Fakultät, Bereich Gemeinwesen und Präventionsmedizin, der Emory University tätig. Weiterhin ist Fukuda Mitglied des U.S. Public Health Service, Commissioned Corps.
Fukuda leitete im Rahmen seiner Tätigkeit beim CDC Untersuchungen zu Ausbrüchen von Denguefieber, verschiedenen Arten von Vogelgrippeausbrüchen und SARS.
Während der „Schweinegrippe“-Pandemie wurde er im Oktober 2009 Sonderberater des WHO-Generalsekretärs zur Influenza-Pandemie und diente bis August des folgenden Jahres. Im Monat darauf wurde er zum stellvertretenden Generaldirektor für Gesundheit, Sicherheit und Umwelt ernannt.
Er ist Autor vieler Fachpublikationen. Weiterhin ist er als Referent für Gesundheitsthemen und Präventionsmedizin tätig.
Fukuda lebt 2009 mit seiner Frau Holly und seinen zwei Töchtern in Genf.

## Fachpublikationen
- Avian influenza A (H5N1) virus and 2 fundamental questions. Briand S, Fukuda K. J Infect Dis. 2009 Jun 15;199(12):1717-9.
- The pandemic influenza vaccine challenge. Kieny MP, Fukuda K. Vaccine. 2008 Sep 12;26 Suppl 4:D3-4.
- WHO Rapid Advice Guidelines for pharmacological management of sporadic human infection with avian influenza A (H5N1) virus Schünemann HJ, Hill SR, Kakad M, Bellamy R, Uyeki TM, Hayden FG, Yazdanpanah Y, Beigel J, Chotpitayasunondh T, Del Mar C, Farrar J, Tran TH, Ozbay B, Sugaya N, Fukuda K, Shindo N, Stockman L, Vist GE, Croisier A, Nagjdaliyev A, Roth C, Thomson G, Zucker H, Oxman AD; WHO Rapid Advice Guideline Panel on Avian Influenza. Lancet Infect Dis. 2007 Jan;7(1):21-31. Review.
- Health benefits, risks, and cost-effectiveness of influenza vaccination of children. Prosser LA, Bridges CB, Uyeki TM, Hinrichsen VL, Meltzer MI, Molinari NA, Schwartz B, Thompson WW, Fukuda K, Lieu TA. Emerg Infect Dis. 2006 Oct;12(10):1548-58.
- Different approaches to influenza vaccination. Fukuda K, Kieny MP. N Engl J Med. 2006 Dec 14;355(24):2586-7.
- Influenza-associated deaths among children in the United States, 2003-2004. Bhat N, Wright JG, Broder KR, Murray EL, Greenberg ME, Glover MJ, Likos AM, Posey DL, Klimov A, Lindstrom SE, Balish A, Medina MJ, Wallis TR, Guarner J, Paddock CD, Shieh WJ, Zaki SR, Sejvar JJ, Shay DK, Harper SA, Cox NJ, Fukuda K, Uyeki TM; Influenza Special Investigations Team. N Engl J Med. 2005 Dec 15;353(24):2559-67.
- Influenza vaccination among the elderly in the United States. Thompson WW, Shay DK, Weintraub E, Brammer L, Cox NJ, Fukuda K. Arch Intern Med. 2005 Sep 26;165(17):2038-9; author reply 2039-40
- Prevention and control of influenza. Recommendations of the Advisory Committee on Immunization Practices (ACIP). Harper SA, Fukuda K, Uyeki TM, Cox NJ, Bridges CB; Advisory Committee on Immunization Practices (ACIP), Centers for Disease Control and Prevention (CDC). MMWR Recomm Rep. 2005 Jul 29;54(RR-8):1-40. Erratum in: MMWR Morb Mortal Wkly Rep. 2005 Aug 5;54(30):750.
- Values for preventing influenza-related morbidity and vaccine adverse events in children. Prosser LA, Bridges CB, Uyeki TM, Rêgo VH, Ray GT, Meltzer MI, Schwartz B, Thompson WW, Fukuda K, Lieu TA. Health Qual Life Outcomes. 2005 Mar 21;3:18. (PDF; 297 kB)
- An economic analysis of annual influenza vaccination of children. Meltzer MI, Neuzil KM, Griffin MR, Fukuda K. Vaccine. 2005 Jan 11;23(8):1004-14.
- Prevention and control of influenza: recommendations of the Advisory Committee on Immunization Practices (ACIP). Bridges CB, Winquist AG, Fukuda K, Cox NJ, Singleton JA, Strikas RA; Advisory Committee on Immunization Practices. MMWR Recomm Rep. 2000 Apr 14;49(RR-3):1-38; quiz CE1-7.